# Dyschirus sallatus
Dyschirus sallatus är en skalbaggsart som beskrevs av Leconte 1857. Dyschirus sallatus ingår i släktet Dyschirus och familjen jordlöpare. Inga underarter finns listade i Catalogue of Life.